# Die Jüdin von Toledo (Oper)
Die Jüdin von Toledo ist eine Oper in fünf Akten von Detlev Glanert (Musik) mit einem Libretto von Hans-Ulrich Treichel frei nach Franz Grillparzers Trauerspiel Die Jüdin von Toledo. Die Uraufführung fand am 10. Februar 2024 in der Semperoper Dresden statt.

## Handlung

### Erster Akt
Rahel und ihre Schwester Esther, zwei jüdische Waisen, dringen verbotenerweise in den Palastgarten von Toledo ein, weil im dortigen Schloss Musik gespielt wird. Gleichzeitig hat sich der des Zeremoniells und des ständigen Kriegsgeschwätzes überdrüssige König Alfonso VIII. von der Feier in den Garten zurückgezogen. Er trifft dort auf Rahel und ist sogleich von ihrer Schönheit fasziniert. Ihr Gespräch wird von Manrique, dem Grafen von Lara, und dessen Sohn Don Garceran unterbrochen. Sie halten Rachel für eine Spionin und lassen sie und Esther erst gehen, als sich Alfonso für sie einsetzt und Rahel zu einem späteren Besuch ermutigt. Auf ihrem Weg hinaus lässt Rahel für Alfonso ein Tuch fallen. Die beiden Mädchen müssen sich verstecken, da Alfonsos Frau Eleonore mit ihrem geistig beeinträchtigten Sohn und weiteren Begleitern naht. Eleonore erinnert Alfonso an seine Regierungsaufgaben und den Krieg mit den Mauren und verspottet ihn, als sie Rachels Tuch bemerkt. Nachdem sich die Gesellschaft zurückgezogen hat, warnt Esther ihre Schwester vor einem weiteren Begegnung mit dem König.

### Zweiter Akt
Alfonso hat Rahel und ihre Schwester in sein Landhaus eingeladen. Er liebt Rahel und möchte in ihrer Gegenwart die Staatsgeschäfte und seine ungeliebte Frau vergessen. Als Manrique unerwartet eintrifft, um ihn über eine anstehende Schlacht in Kenntnis zu setzen, schickt Alfonso ihn fort, um sich Rahel hingeben zu können. Esther und sie leben von nun an im königlichen Landhaus. Alfonso vernachlässigt die Staatsgeschäfte.
Sieben Monate später erfährt Alfonso durch Don Garceran von einer Intrige seiner Frau. Diese habe den Staatsrat zusammengerufen, ihn wegen seines Verhältnisses zu Rahel für regierungsunfähig erklärt und wegen des Krieges den Ausnahmezustand verhängt. Alfonso gerät in Rage, zumal Garceran ebenfalls an Rahel interessiert zu sein scheint. Der Lärm ruft Esther herbei, die ihrer Schwester beistehen möchte. Alfonso erkennt, dass er die Initiative ergreifen muss, um seine Macht zu retten. Er eilt nach Toledo.

### Dritter Akt
Der Staatsrat mit Eleonore, Garceran und Manrique beschließt, die Waffenruhe zu beenden und den Krieg gegen die Mauren fortzusetzen. Auch Eleonores Anschuldigungen gegen ihren Mann und seine Geliebte, die angebliche maurische Spionin, werden besprochen. Man gibt der Königin einhellig recht und beschließt, ihr die Regierungsverantwortung zu übertragen. In diesem Moment erscheint Alfonso und beendet die Versammlung, um mit Eleonore unter vier Augen zu sprechen. Da er ihren schweren Vorwürfen nichts entgegensetzen kann, gibt er letztlich nach und ist sogar einverstanden damit, dass Rahel getötet werden soll.

### Vierter Akt
Wieder einmal warten Rahel und Esther im königlichen Landhaus auf Alfonso. Obwohl Esther noch versucht, ihre Schwester zur Flucht zu überreden, kann sie ihrem Schicksal nicht entgehen. Attentäter dringen ein, töten Rahel und verwüsten das Haus. Esther überlebt in einem Versteck. Wenig später trifft Alfonso ein, küsst Rahels Leiche und verlässt das Haus. Esther kollabiert neben ihrer toten Schwester.

### Fünfter Akt
Die gesamte Gesellschaft wird auf den Krieg eingestellt. In einem feierlichen Staatsakt segnet ein Kardinal in Gegenwart der Hofgesellschaft Waffen. Esther betrauert ihre Schwester. Sie befürchtet, dass das alles nur der Anfang war. Nachdem alle anderen die Kirche verlassen haben, bleibt dort lediglich der geisteskranke Sohn Alfonsos und Eleonores zurück.

## Werkgeschichte
Die Jüdin von Toledo ist das zwölfte große Musiktheaterwerk des deutschen Komponisten Detlev Glanert. Er komponierte es in den Jahren 2020 bis 2022 im Auftrag der Dresdner Semperoper. Das Libretto verfasste der Germanist und Schriftsteller Hans-Ulrich Treichel. Es behandelt einen mittelalterlichen Stoff aus der Zeit der Reconquista und basiert frei auf Franz Grillparzers Trauerspiel Die Jüdin von Toledo, das 1872 postum in Prag uraufgeführt wurde. Die Autoren legten dabei besonderen Wert auf die psychologischen und politischen Aspekte der Handlung sowie die zeitlosen Themen Fremdenhass, Antisemitismus, Machtmissbrauch und Propagandalügen. Die bei Grillparzer anklingenden antijüdischen Aspekte wie der als geldgierig dargestellte Vater Rahels und Esthers haben im Libretto keine Entsprechung. Rahel wird als leichtfertig und wild geschildert, Esther als vernünftig und vorsichtig. Die historische Vorlage ist eine Episode in der Crónica General von Alfonso X. „el Sabio“. Sie schildert das Verhältnis Alfonsos mit Rahel la Fermosa, der Tochter seines jüdischen Ersten Ministers. Dieses Sujet wurde mehrfach literarisch verarbeitet, beispielsweise Anfang des 17. Jahrhunderts in Lope de Vegas Drama Los paces de los reyes y judía de Toledo oder 1955 in Lion Feuchtwangers Roman Die Jüdin von Toledo.
Aufgrund der Maßnahmen gegen die COVID-19-Pandemie verzögerte sich die Uraufführung um zwei Jahre. Sie fand am 10. Februar 2024 in der Semperoper statt. Der Dirigent Jonathan Darlington leitete die Sächsische Staatskapelle Dresden und den Sächsischen Staatsopernchor Dresden. Die Inszenierung stammte von Robert Carsen, der zusammen mit Luis F. Carvalho auch für die Ausstattung sorgte. Die Sänger waren Heidi Stober (Rahel), Lilly Jørstad (Esther), Christoph Pohl (Alfonso VIII.), Tanja Ariane Baumgartner (Eleonore von England), Markus Marquardt (Manrique) und Aaron Pegram (Don Garceran). Die orientalische Kurzhalslaute Oud spielte Nassib Ahmadieh.
Die Produktion wurde von der Kritik positiv aufgenommen. Der Rezensent der Opernwelt wies auf das „scharf umrissene[] Profil“ der Figuren in Carsens Inszenierung und die großartige musikalische Darbietung hin, bemängelte allerdings die „wohlfeile Provokation“ der Videosequenz im Schlussbild, die „an den Gaza-Konflikt denken“ ließ. Der Rezensent der Deutschen Bühne bezeichnete Die Jüdin von Toledo als „in jeder Hinsicht eine vitale Oper mit erkennbarer, hinreichend dramatischer Handlung und Offenheit in Richtung Gegenwart“. Auch beim Publikum kam das Werk sehr gut an. Die Zeitschrift Oper! kürte die Produktion 2025 bei ihren „Oper! Awards“ zur „besten Uraufführung“.

## Gestaltung

### Orchester
Die Orchesterbesetzung der Oper umfasst die folgenden Instrumente:
- Holzbläser: drei Flöten (3. auch Piccolo), Oboe (auch Englischhorn), Bassklarinette, zwei Fagotte (2. auch Kontrafagott)
- Blechbläser: drei Hörner, drei Trompeten, drei Posaunen
- Pauken, Schlagzeug (vier Spieler): Crotales, Glockenspiel, Röhrenglocken, sechs Gongs, Triangel, Becken, hängendes Becken, Sizzle-Becken (mit Kette), Metal-Set (Tamtam, große und kleine Metallplatte, hängendes Becken), großes Tamtam, zwei Holzblöcke, vier Tempelblöcke, fünf Tomtoms, Peitsche, Tamburin, kleine Trommel, große Trommel
- Harfe
- Oud
- Streicher: zwölf Violinen 1, zehn Violinen 2, acht Bratschen, sechs Violoncelli, vier Kontrabässe

### Musik
Die Oper ist mit ihrer großen Orchesterbesetzung, Chören, Duetten und Gesangssoli abwechslungsreich und überwiegend „kraftvoll und vital“ gestaltet, besitzt aber auch ruhige stimmungsvolle Passagen. Das historische Toledo interessierte den Komponisten Detlev Glanert dabei nur am Rande. In einem Interview sagte er, dass er sich „einen erfundenen Ort erbaut“ habe, in dem Glockenklänge die christliche Stadt und der Klang der orientalischen Oud die Mauren symbolisiere. Für die Schwestern Rahel und Esther wählte er eine Intervallik aus großer und kleiner Terz, die zwischen der maurischen und der christlichen Welt stehe. Man müsse sich das gleichermaßen von Christen, Juden und Mauren bevölkerte mittelalterliche Toledo in von den „grauenhaften, ewigen Kriege[n]“ verursachten Trümmern vorstellen. Die Oud ist nicht nur als „exotische Zutat“ zu verstehen, sondern zugleich als sanfte Stimme der Menschlichkeit und Appell an den Frieden. Auf elektronische Instrumente verzichtete Glanert.
Für die siebenmonatige Zeit der Liebe zwischen Alfonso und Rahel komponierte Glanert ein verführerisches traumhaftes Zwischenspiel. Die sich aus dem Duett herauslösende Stimme Esthers erinnert an Brangäne, die im zweiten Akt von Richard Wagners Oper Tristan und Isolde aus dem Hintergrund das Liebespaar beschützt.

## Aufnahmen
- 10. Februar 2024 – Jonathan Darlington (Dirigent), Sächsische Staatskapelle Dresden, Sächsischer Staatsopernchor Dresden.
 Heidi Stober (Rahel), Lilly Jørstad (Esther), Christoph Pohl (Alfonso VIII.), Tanja Ariane Baumgartner (Eleonore von England), Markus Marquardt (Manrique), Aaron Pegram (Don Garceran).
 Live aus der Semperoper Dresden; Mitschnitt der Uraufführung.
 Rundfunkübertragungen auf Deutschlandfunk Kultur (live) und SWR2 (am 11. Februar 2024).[10][6]